# Bebelis aurulenta
Bebelis aurulenta là một loài bọ cánh cứng trong họ Cerambycidae.